# ليونارد جاكوبسون
ليونارد جاكوبسون (بالإنجليزية: Leonard Jacobson)‏ هو مهندس معماري أمريكي، ولد في 7 مارس 1921، وتوفي في 26 ديسمبر 1992.